# Aşağı Çağlar, Ermenek
Aşağıçağlar là một xã thuộc huyện Ermenek, tỉnh Karaman, Thổ Nhĩ Kỳ. Dân số thời điểm năm 2011 là 1.063 người.